# 吳祚任
吳祚任 （1969年—），台灣海洋學家，現任教於國立中央大學水文與海洋科學研究所，研究領域為海嘯。

## 生平
吳祚任於1992年獲得國立中興大學水土保持學系學士，1994年獲得國立中央大學土木及環境工程研究所碩士。之後直到1998年在財團法人農業工程研究中心擔任高級研究助理。之後前往美國康乃爾大學就讀，於2004年獲得土木與環境工程學系博士。獲得博士學位後留校擔任博士後研究。2006年返回台灣進入國立中央大學水文科學研究所（2008年改名為水文與海洋科學研究所）任教至今。

## 研究
吳祚任的研究主要是海嘯、土石流數值模擬與颱風湧浪模式計算。
2007年12月5日，吳祚任指出位於台灣西南外海的馬尼拉海溝可能是引發海嘯的高危險區域，如有規模8.0以上地震在此地發生，台灣西南部將會受到海嘯威脅。2011年3月11日日本發生規模9.0的大地震引發大海嘯後，馬尼拉海溝受到台灣學界和官方重視。

## 外部連結
- 國立中央大學水文與海洋科學研究所介紹吳祚任[永久]
- 吳祚任海嘯科學研究室網頁（页面存档备份，存于）